# Richard Jordan
Pour les articles homonymes, voir Jordan et Richard Jordan (homonymie).
Richard Jordan (né le 19 juillet 1937 à New York, New York et mort d'une tumeur au cerveau le 30 août 1993 à Los Angeles, Californie) est un acteur et producteur américain de cinéma. 

## Biographie
Richard Jordan a été longtemps fiancé à l'actrice vedette de Desperate Housewives, Marcia Cross.

## Filmographie

### Comme acteur

#### Cinéma
- 1971 : L'Homme de la loi (Lawman) de Michael Winner : Crowe Wheelwright
- 1971 : Valdez(Valdez Is Coming) : R.L. Davis
- 1972 : The Trial of the Catonsville Nine : George Mische
- 1972 : Les Collines de la terreur (Chato's Land) : Earl Hooker
- 1973 : Kamouraska : Georges Nelson
- 1973 : Les Copains d'Eddie Coyle (The Friends of Eddie Coyle) : Dave Foley
- 1974 : The Yakuza : Dusty
- 1975 : Une bible et un fusil (Rooster Cogburn) : Hawk
- 1976 : L'Âge de cristal (Logan's Run) : Francis 7
- 1977 : Alibis : Paul
- 1978 : Intérieurs (Interiors) : Frederick
- 1979 : Le Casse de Berkeley Square (A Nightingale Sang in Berkeley Square) : Pinky
- 1979 : Old Boyfriends (en) de Joan Tewkesbury (en) : Jeff Turrin
- 1980 : La Guerre des abîmes (Raise the Titanic) de  Jerry Jameson : Dirk Pitt
- 1984 : A Flash of Green : Elmo Bliss
- 1984 : Dune : Duncan Idaho
- 1985 : Un été pourri (The Mean Season) : Alan Delour
- 1986 : The Men's Club (en) : Kramer, Psychotherapist
- 1986 : Les Guerriers du soleil (Solarbabies) : Grock
- 1987 : Le Secret de mon succès (The Secret of My Succe$s) : Howard Prescott
- 1989 : Romero, le sang de l'archevêque (en) (Romero) : Father Rutilio Grande
- 1990 : À la poursuite d'Octobre Rouge (The Hunt for Red October) : Dr. Jeffrey Pelt
- 1991 : Délire (en) : Conference Room Executive
- 1991 : Timebomb : Col. Taylor
- 1991 : Heaven Is a Playground : David Racine
- 1991 : Un cri du cœur (Shout) de  Jeffrey Hornaday : Eugene Benedict
- 1992 : Primary Motive (en) : Chris Poulas
- 1993 : La Revanche de Jesse Lee (Posse) : Sheriff Bates
- 1993 : Gettysburg : Brig. Gen. Lewis A. Armistead

#### Télévision
- 1964 : Ready for the People (TV) : Eddie Dickinson
- 1973 : Nightside (TV) : Gable
- 1973 : Incident at Vichy (TV) : Von Berg, A Prince
- 1973 : Kojak (Série TV) - Saison 1, épisode 8 (Dark Sunday) : Steven Macy
- 1976 : Captains and the Kings (feuilleton TV) : Joseph Armagh
- 1978 : The Defection of Simas Kudirka (en) (TV) : Commander Edward Devon
- 1978 : Les Misérables (TV) : Jean Valjean
- 1979 : Terreur à bord ("The French Atlantic Affair") (feuilleton TV) : Julian Wunderlicht
- 1981 : Le Bunker, les derniers jours d'Hitler (The Bunker) de George Schaefer (TV) : Albert Speer
- 1982 : Washington Mistress (TV) : Michael Reynolds
- 1987 : Equalizer (TV) : Harley Gage
- 1988 : Le Meurtre de Mary Phagan (en) (The Murder of Mary Phagan) (TV) : Hugh Dorsey
- 1989 : Manhunt: Search for the Night Stalker (TV) : Sergeant Frank Salerno
- 1991 : Three Hotels (TV) : Kenneth Hoyle
- 1991 : Les Contes de la crypte (TV) : Charles McKenzie

### Comme producteur
- 1984 : A Flash of Green

## Voix françaises
- Bernard Tiphaine dans :
  - Yakuza
  - Le Secret de mon succès

et aussi
- Jacques Richard dans Les Collines de la terreur
- Dominique Paturel dans Une bible et un fusil
- Bernard Alane dans L'Âge de cristal
- Sady Rebbot dans Intérieurs
- Jean-Claude Michel dans Terreur à bord (mini-série)
- Philippe Ogouz dans La Guerre des abîmes
- Pierre Hatet dans Le Bunker, les derniers jours d'Hitler (téléfilm)
- Julien Thomast dans Dune
- Michel Bedetti dans Equalizer (série télévisée)
- Claude Giraud dans À la poursuite d'Octobre rouge